# Leucosyke forbesii
Leucosyke forbesii är en nässelväxtart som beskrevs av Unruh. Leucosyke forbesii ingår i släktet Leucosyke och familjen nässelväxter. Inga underarter finns listade i Catalogue of Life.